# Zeughauskaserne (Wiener Neustadt)
Die Zeughauskaserne wurde 1524 als Zeughaus in Wiener Neustadt in Niederösterreich errichtet.

## Geschichte

### Monarchie
Beschwerden über die steigende Zahl von Einquartierungen von Soldaten in zivilen Wohnhäusern der Stadt führten dazu, dass der Ärar am 11. August 1779 das „Kaiserliche Zeughaus“ der Stadt übergab, damit diese die Lasten der Einquartierungen leichter ertragen könne.
Die Kosten für die notwendigen Umbauarbeiten und die Anschaffung der Einrichtung blieben allerdings an der niederösterreichischen Stadt Wiener Neustadt hängen, die zur Bezahlung der Rechnungen gezwungen war, Geld aufzunehmen.
In der Zeughauskaserne, der ersten Kaserne der Stadt, waren hauptsächlich Infanterieeinheiten der k.u.k. Armee stationiert. Unter anderen hatten hier Teile des bosnisch-herzegowinischen Infanterieregiments Nummer 1 ihren Standort (1910–1912) oder auch der Stab des Feuerwerkskorps (1817–1865) – 1850 umbenannt in „Raketeurkorps“, woher sich auch der eine Zeit lang gebräuchliche Name „Raketeurkaserne“ ableitete.

### 1. Republik
Um Plünderungen in den ersten Tagen nach dem Zusammenbruch der Monarchie zu beenden, stellte die Stadt eine „Stadtwehr“ auf. Ein Teil dieser „Stadtwehr“ sammelte sich in der Zeughauskaserne.
Das Ende des Ersten Weltkriegs brachte auch das Ende der Zeughauskaserne. Diese wurde aufgelöst und zivil genutzt.

### 2. Republik
Bombentreffer während des Zweiten Weltkriegs beschädigten die ehemalige Kaserne so stark, dass nach Kriegsende ein Wiederaufbau nicht mehr sinnvoll war. An ihrer Stelle wurde ein Amtsgebäude für das „Bundespolizei-Kommissariat“ und das „Vermessungsamt Wiener Neustadt“ errichtet.

## Renaissanceportale
Die beiden Renaissanceportale der Zeughauskaserne blieben erhalten und wurden in das neue Amtsgebäude integriert. Sie stehen unter Denkmalschutz (Listeneintrag). Beide tragen die Jahreszahl 1524.

### Burgplatz
Das ehemalige Hauptportal dient auch dem neuen Gebäude als Einfahrt vom Burgplatz zum Innenhof. Das reich dekorierte Rundbogenportal ist durch Pilaster eingerahmt; darüber liegt eine niedrige Attikazone mit einem hohen Dreiecksgiebel. Die Laibung des Bogens ist durch Kassetten mit Engelsköpfen eingefasst. In den Bogenzwickeln und auf den Pilastern befindet sich je ein rundes Medaillon mit Profilporträts, die vermutlich Erzherzog (später Kaiser) Ferdinand I. und seine Ehefrau Anna von Böhmen und Ungarn zeigen. In der Attikazone befindet sich zwischen seitlichen Wappenschilden, die von Engeln gehalten werden, eine vierzeilige Inschrift in lateinischer Sprache. Innerhalb des Giebels halten zwei Greife das vielfarbig gestaltete Wappen Erzherzog Ferdinands.

### Burggasse
In die zur Burggasse gelegene Seitenfront wurde das Portal einbezogen, das früher von der Rückseite (Neunkirchner Straße) in das Zeughaus geführt hatte. Es handelt sich um ein durch Pilaster eingerahmtes Rundbogenportal mit einer niedrigen Attikazone unter einer waagrechten Verdachung. In der Attikazone befindet sich eine gemalte Inschrift, die in der Mitte von einem mit Lorbeer umrankten, von Putten gehaltenen österreichischen Bindenschild unterbrochen ist.

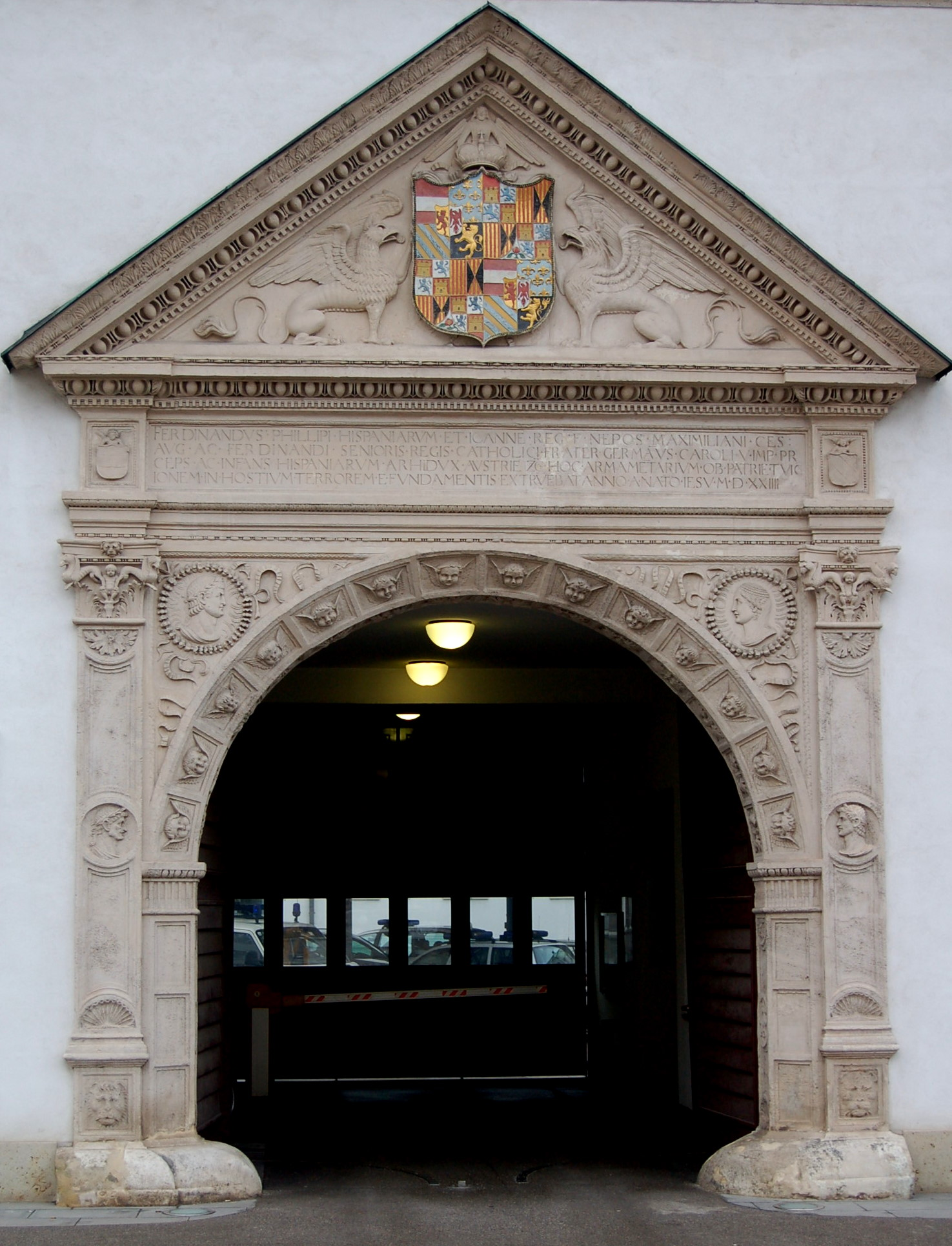
Hauptportal (Burgplatz)
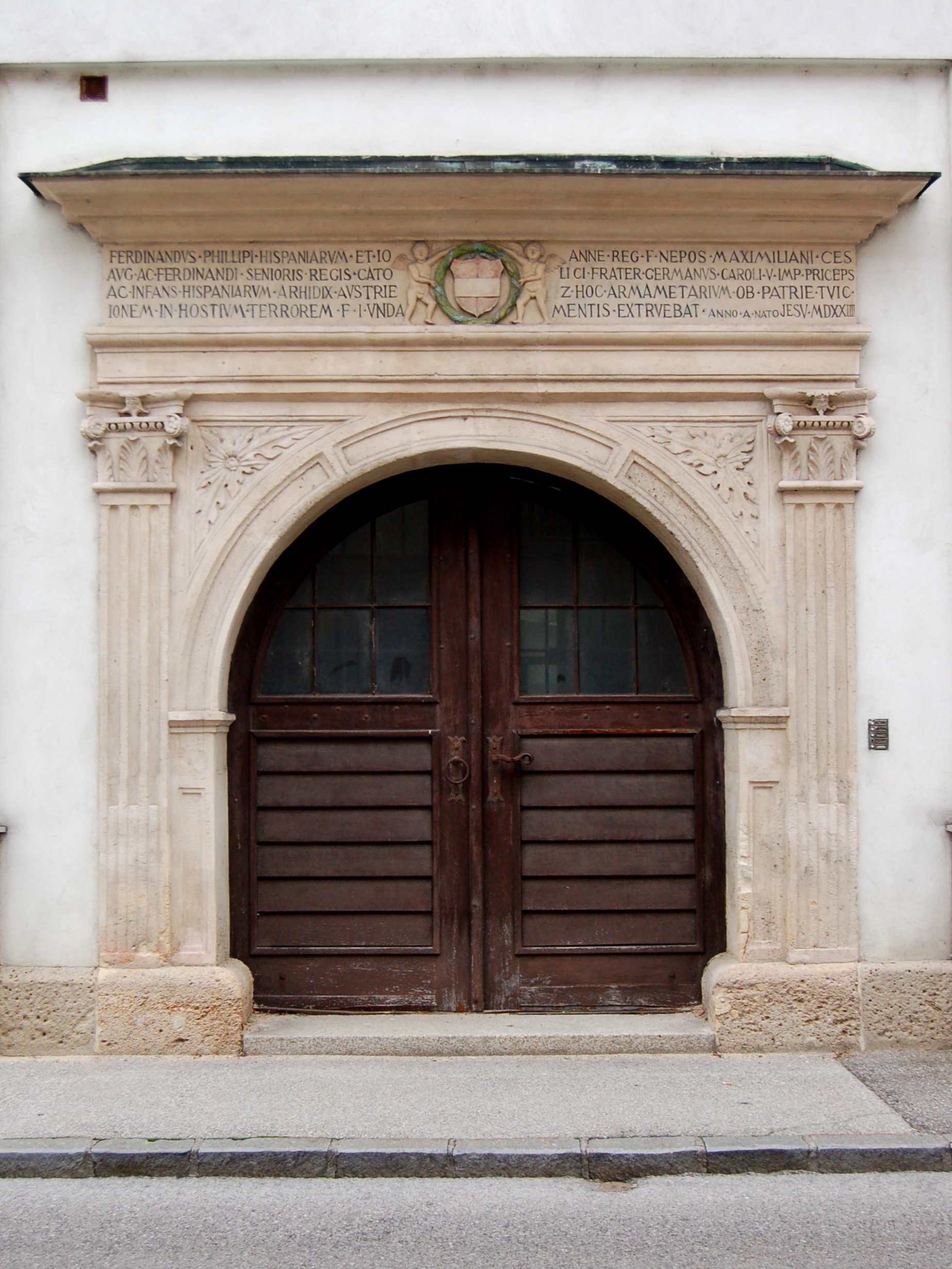
Seitenportal (Burggasse)